# Hypena jocosalis
Hypena jocosalis är en fjärilsart som beskrevs av Walker 1859. Hypena jocosalis ingår i släktet Hypena och familjen nattflyn. Inga underarter finns listade i Catalogue of Life.